# Cao Guojiu

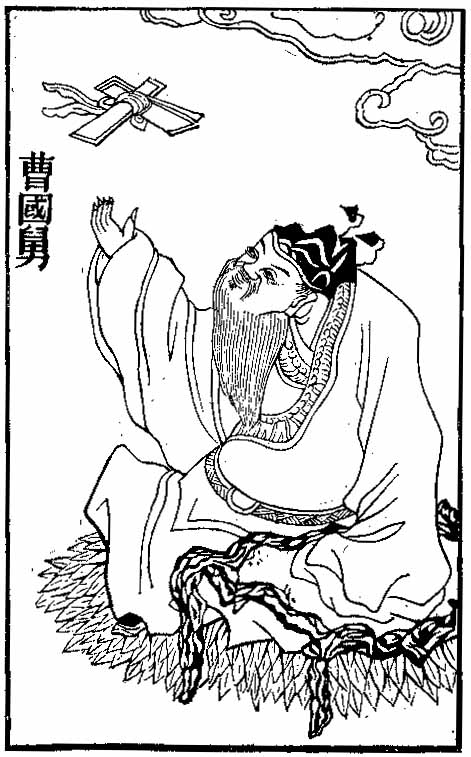
Cao Guojiu

Cao Guojiu (chinesisch 曹國舅, W.-G. Ts´ao Kuo Chiu) ist ein berühmter daoistischer Unsterblicher der chinesischen Mythologie. Er gehört zur Gruppe der Acht Unsterblichen.
Cao Guojiu war angeblich ein Verwandter des Kaiserhauses der Song-Dynastie. Sein jüngerer Bruder war so mächtig, dass ihm niemand etwas anhaben konnte, selbst als er einen Mord beging. Dafür schämte Cao Guojiu sich so sehr, dass er sein Amt und den Palast verließ und in die Einsiedelei ging. Dort erlangte er den Status eines Unsterblichen.
Dargestellt wird er mit Kastagnetten und einem Jadetäfelchen, das Zugang zum Kaiserhof ermöglicht.
Cao Guojiu ist der Schutzpatron der Schauspieler.